# Rolf Bernhard
Rolf Bernhard (13 dicembre 1949) è un ex lunghista svizzero.

## Palmarès

### Europei indoor
- 2 medaglie:
  - 1 oro (Grenoble 1981)
  - 1 argento (Milano 1982)